# Auda
Aouda (औद ) este un personaj din romanul Ocolul Pământului în 80 de zile de Jules Verne. Ea este o prințesă indiană care îl însoțește pe Phileas Fogg și Passepartout. Fiica unui negustor din Bombay, a fost căsătorită împotriva voinței sale cu conducătorul hindus din Bundelkhand, un stat princiar indian. La moartea soțului ei, ea este pe cale să fie sacrificată de călugării hinduși în ceremonia sutty, lângă monumentul funerar al soțului ei.
La început, Fogg încearcă pur și simplu să o dea rudelor de-a lungul drumului în călătoria sa. Cu toate acestea, atunci când acest lucru se dovedește imposibil, ea devine tovarășul lor permanent care devine din ce în ce mai atrasă de fascinantul și nobilul Fogg pe măsură ce împărtășește aventurile cu acesta.  
Când ajung în sfârșit în Marea Britanie și par să fi ajuns prea târziu pentru a respecta termenul limită, Aouda se teme că l-a ruinat pe Fogg provocându-i întârzieri în călătoria sa, deși el neagă ferm că ea ar fi fost o problemă. Acum, îndrăgostită de Fogg și  dorind să-l ajute să scape de sărăcia provocată de pariu, Auda îi propune lui Fogg să se căsătorească și acesta acceptă cu bucurie. 
După cum se dovedește, acest gest al prințesei le salvează ziua, deoarece îl face pe Passepartout să descopere că, deoarece au călătorit spre est, au ajuns în mod accidental la Londra cu o zi mai devreme și acum au  suficient timp pentru a ajunge la Reform Club pentru a câștiga pariul... 
Ulterior, Auda se oferă să pună capăt propunerii de căsătorie, deoarece motivația inițială nu mai există. Cu toate acestea, Fogg, foarte îndrăgostit și recunoscător pentru tot ceea ce Auda a făcut pentru el, nu este de acord și cei doi se căsătoresc. 

## Adaptări
În roman, Aouda își schimbă îmbrăcămintea ei indiană tradițională șari cu o rochie tipic europeană oferită de Fogg. Cu toate acestea, pentru a sublinia conceptul personajului ca o prințesă indiană, în cele mai multe adaptări ea își păstrează șari cel puțin până când cei trei finalizează provocarea. 
Populara adaptare animată spaniolă, Înconjurul lumii în 80 de zile cu Willy Fog, face compromisuri cu privire la acest detaliu. Fog  o roagă pe Auda, numită aici „Romy”, să schimbe șari-ul ei funerar de culoare închisă pe care a fost nevoită să-l poarte pentru sutty și să poarte un șari de culoare mai deschisă pe care îl poartă pentru restul călătoriei. În seria de continuare, Willy Fog 2, Romy poartă în cele din urmă o rochie europeană, deși își păstrează semnul Bindi. 
Auda a fost interpretată de Shirley MacLaine în adaptarea cinematografică din 1956 a romanului, de Arlene McQuade în episodul Have Gun, Will Travel „Fogg Bound” și de Julia Nickson în mini-serialul TV omonim din 1989, format din trei părți. În filmul de acțiune live Disney din 2004, Auda este înlocuită cu personajul Monique La Roche, o franceză care ar fi impresionistă (interpretată de Cécile de France). 